# Dar (Star Trek: Vesmírná loď Voyager)
Dar (v anglickém originále The Gift) je v pořadí druhá epizoda čtvrté řady seriálu Star Trek: Vesmírná loď Voyager. V USA byla poprvé odvysílána 10. září 1997, v Česku měla premiéru 22. ledna 1999.

## Příběh
Sedmá z devíti se pomalu proti své vůli zbavuje borgských implantátů, které její tělo začíná odmítat. Doktor je před rozhodnutím, zda poslechnout přání pacienta a nechat ji zemřít, nebo zda jí proti její vůli pomoci. Tohoto rozhodnutí ho zbaví kapitán Janewayová, která se rozhodne pro záchranu.
Při odstraňování implantátu v mozku zjistí, že Kes začíná mít zvýšenou aktivitu telepatických center v mozku a dokáže myšlenkou odpojit implantáty. Po doporučení kapitána a Tuvoka jde s Tuvokovou pomocí tyto schopnosti zkoumat a snažit se je ovládat.
Sedmá z devíti dostane možnost pomoci B'Elanně Torresové odstranit borgská zařízení z pohonu, který není možný dosáhnout warp rychlosti, takže zatím musí letět impulsní rychlostí. Při této pomoci objeví subprostorový vysílač, který se pokusí použít k navázání kontaktu s Borgy. Tuto snahu jí překazí Kes se svými novými schopnosti, ale její ovládání telepatických schopností se začnou vymykat kontrole.
Sedmá je uvězněná ve vězení, kde se projevuje její závislost na spojení s ostatními Borgy a delirium z toho, že je neslyší.
Kes málem zničí loď, tak jí kapitán dá raketoplán, Kes se v něm promění na energii a pošle Voyager o 9 500 světelných let blíže domů. Sedmá je na konci dílu už téměř lidská, ale stále musí používat odpočinkové borgské kóje k regeneraci.